# Oren Schrijver
 (janvier 2019).
Si vous disposez d'ouvrages ou d'articles de référence ou si vous connaissez des sites web de qualité traitant du thème abordé ici, merci de compléter l'article en donnant les références utiles à sa vérifiabilité et en les liant à la section « Notes et références ».
Oren Schijver, né le 13 juillet 1978 à La Haye,, est un acteur, présentateur et chanteur néerlandais.

## Filmographie

### Cinéma et téléfilms
- 1994-1995 : Goede tijden, slechte tijden : Menno
- 2002 : Costa! (nl) : Juan
- 2003 : Russen (nl) : Sander van Oosten
- 2004 : Idem (nl) : Sander van Oosten
- 2004 : Stille Nacht : René
- 2004-2005 : Het Glazen Huis (nl) : Cas de Ridder
- 2005-2006 : AlexFM (nl) : Sunny
- 2007 : Lotte : Rolph Ypema
- 2008 : Sinterklaasjournaal (nl) : L'homme de légumes
- 2008 : Het echte leven (nl) : Fjodor
- 2009 : Gebak van Krul (nl) : Mosje
- 2009 : Het Klokhuis (nl) : Roderik
- 2010 : Gooische Frieten (nl) : Le client
- 2012 : Dokter Tinus : Rôle inconnu
- 2012-2018 : Flikken Maastricht : Patsy, l'agent secret américain
- 2013 : Caps Club (nl) : Tygo
- 2013 : Dokter Deen (nl) : Freek
- 2013 : La Reine des neiges : Hans
- 2014 : Rechercheur Ria (nl) (saison 1) : Sjors Steenhouwer
- 2016 : Alicia weet wat te doen! : Talgut

## Animation
- 2006 : Entertainment Live (nl) : Présentateur
- 2007 : Patat, pom of pasta? : Présentateur
- 2010 : Kanaal 12 : Présentateur
- 2013 : RTL Boulevard (nl) : Présentateur
- 2014 : De Social Club (nl) : Présentateur

## Discographie

### Comédies musicales
- 1991-1992 : Les Misérables : Gavroche
- 2001-2002 : Saturday Night Fever : Jay Langhart/Becker
- 2002-2003 : Home : Lucky
- 2003-2004 : Mamma Mia ! : Sky
- 2007-2008 : Hair : Berger
- 2008 : Supermodel de musical : Ralph
- 2009 : Joseph and the Amazing Technicolor Dreamcoat : Ruben
- 2010-2013 : Soldaat van Oranje : Anton
- 2012-2013 : Idem (nl) : Anton
- 2013 : The Normal Heart : Trois rôles (Craig Donner, Hiram Keebler et Grady)
- 2015 : Op bezoek bij meneer Green (nl) : Ross Gardiner

## Vie privée
Depuis 2012, il est l'époux de l'actrice Céline Purcell.